# Пьянково (озеро, Северо-Казахстанская область)
Пьянково (каз. Пьянково) — озеро на российско-казахстанской границе, значительная часть его находится в Жамбылском районе Северо-Казахстанской области, небольшая северная часть — в Половинском районе Курганской области. Расположено в 4 км к северо-западу от села Кабань (Сев.-Каз. обл.).
Площадь поверхности озера составляет 4,24 км², площадь бассейна — 16,4 км². Наибольшая длина озера — 2,9 км, наибольшая ширина — 2,3 км. Длина береговой линии составляет 8,4 км, развитие береговой линии — 1,14. Озеро расположено на высоте 143,4 м над уровнем моря.
Озеро входит в перечень рыбохозяйственных водоёмов местного значения, имеется озёрно-товарное рыбоводное хозяйство.